# دویی سانه‌هیرا

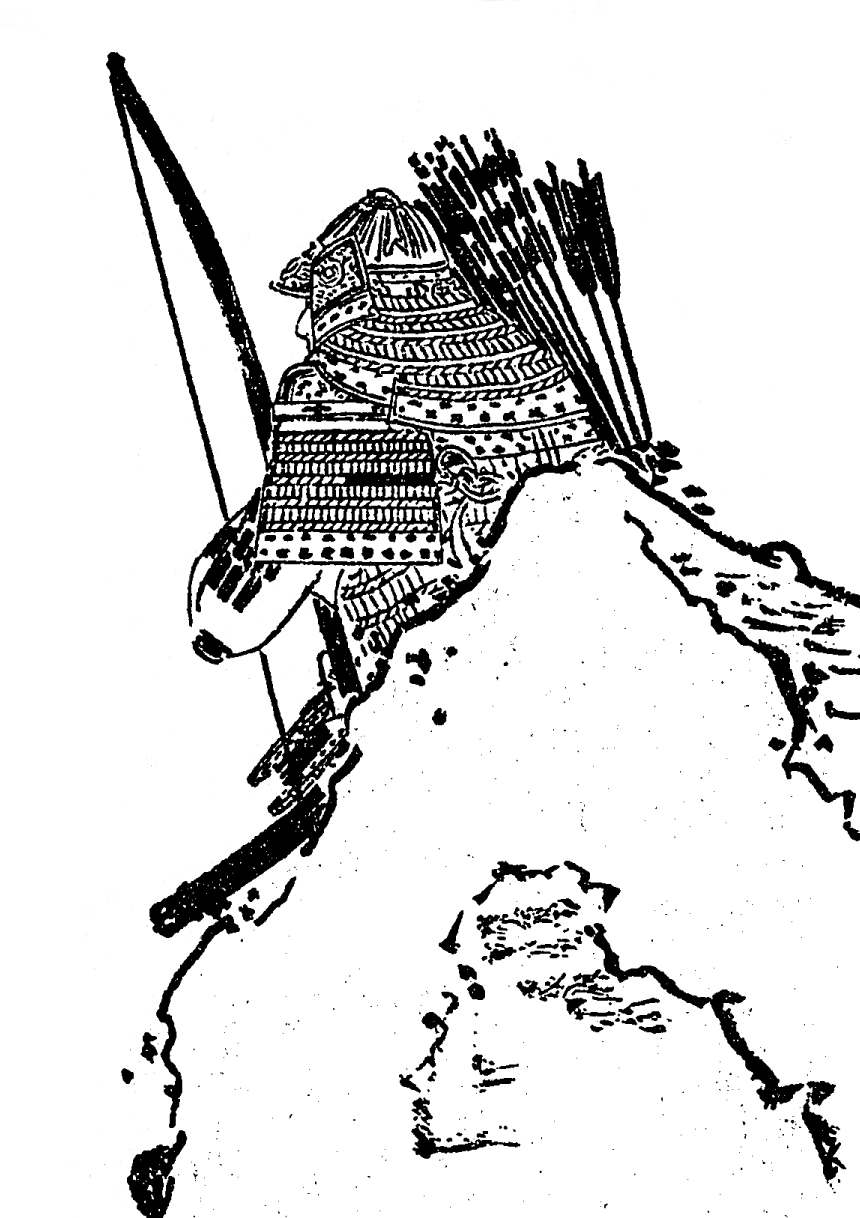

دویی سانه‌هیرا (به ژاپنی: 土肥 実平 どひ/どい さねひら)، یک فرمانده نظامی از اواخر دوره هی‌آن تا اوایل دوره کاماکورا، در شوگون‌سالاری کاماکورا بود. پسر دوم سوهی ناکامورا از مدرسه کانموهیجی ریوبون. گفته می‌شود که او بنیانگذار خاندان ساگامی توئی و بنیانگذار خاندان کوبایاکاوا است.